# Marcin Bors
Marcin Bors (ur. 30 maja 1978) – polski multiinstrumentalista i producent muzyczny, właściciel studia nagrań Fonoplastykon, współzałożyciel alternatywnej wytwórni muzycznej Saints of Suburbia.
W 2014 roku zasiadał w jury programu rozrywkowego SuperSTARcie emitowanego na antenie stacji telewizyjnej TVP2.

## Dyskografia
| Album                                                                  | Rok  | Uwagi                                                                                    |
| ---------------------------------------------------------------------- | ---- | ---------------------------------------------------------------------------------------- |
| Artrosis – Pośród kwiatów i cieni                                      | 1999 | miksowanie                                                                               |
| Magda Femme – Empiryzm                                                 | 2000 | gitara                                                                                   |
| Aion – Reconciliation                                                  | 2000 | produkcja, inżynieria dźwięku, miksowanie                                                |
| Lost Soul – Scream of the Mourning Star                                | 2000 | inżynieria dźwięku                                                                       |
| Moonlight – Floe                                                       | 2000 | produkcja                                                                                |
| Moonlight – Yaishi                                                     | 2001 | gitara, inżynieria dźwięku, miksowanie                                                   |
| Lebenssteuer – Dead Smile                                              | 2001 | inżynieria dźwięku, miksowanie, mastering                                                |
| Esqarial – Inheritance                                                 | 2002 | inżynieria dźwięku                                                                       |
| Ocean – 12                                                             | 2002 | produkcja                                                                                |
| Moonlight – Candra                                                     | 2002 | gitara                                                                                   |
| Nic Wielkiego – Świat Dotknięty                                        | 2003 | inżynieria dźwięku, miksowanie, mastering                                                |
| Zalef – Pistolet                                                       | 2004 | gitara                                                                                   |
| Moonlight – Audio 136                                                  | 2004 | gitara, instrumenty klawiszowe, instrumenty perkusyjne                                   |
| Hurt – Czat                                                            | 2004 | miksowanie                                                                               |
| Ocean – Depresyjne piosenki o niczym                                   | 2004 | produkcja, gitara, instrumenty klawiszowe                                                |
| Moonlight – downWords                                                  | 2005 | realizacja nagrań, gitara, perkusja, programowanie, instrumenty klawiszowe               |
| Plateau – Megalomania                                                  | 2005 | produkcja                                                                                |
| Ctrl-Alt-Del – Ctrl-Alt-Del                                            | 2005 | produkcja, realizacja nagrań, gitara, programowanie                                      |
| Ocean – Niecierpliwy Dostaje Mniej                                     | 2006 | produkcja, gitara, instrumenty klawiszowe                                                |
| DonGURALesko – Drewnianej małpy rock                                   | 2006 | mastering                                                                                |
| Moonlight – Integrated in the System of Guilt                          | 2006 | produkcja, instrumenty klawiszowe, gitara, programowanie                                 |
| Pogodno – Opherafolia                                                  | 2007 | produkcja, miksowanie, mastering                                                         |
| Katarzyna Groniec – Przypadki                                          | 2007 | realizacja nagrań, miksowanie, mastering, gitara                                         |
| Nosowska – UniSexBlues                                                 | 2007 | realizacja nagrań, edycja, miksowanie                                                    |
| Nosowska – Osiecka                                                     | 2008 | produkcja, realizacja nagrań, mastering, instrumenty klawiszowe                          |
| Iza Lach – Już Czas                                                    | 2008 | produkcja, realizacja nagrań, miksowanie, mastering, instrumenty klawiszowe              |
| Hurt – Wakacje i prezenty                                              | 2009 | produkcja                                                                                |
| Mrozu – Miliony monet (album)                                          | 2009 | miksowanie, mastering, gitara                                                            |
| Gabriela Kulka – Hat, Rabbit                                           | 2009 | produkcja, miksowanie, mastering                                                         |
| Katarzyna Groniec – Listy Julli                                        | 2009 | produkcja, realizacja nagrań, miksowanie, mastering, instrumenty klawiszowe              |
| BiFF – Ano                                                             | 2009 | produkcja, realizacja nagrań, miksowanie, mastering                                      |
| Hey – Miłość! Uwaga! Ratunku! Pomocy!                                  | 2009 | produkcja, realizacja nagrań, miksowanie, mastering                                      |
| Hetane – Machines                                                      | 2009 | produkcja                                                                                |
| Lao Che – Prąd stały / Prąd zmienny                                    | 2010 | produkcja, realizacja nagrań, miksowanie, instrumenty klawiszowe                         |
| Muchy – Notoryczni debiutanci                                          | 2010 | produkcja, realizacja nagrań, miksowanie, mastering, instrumenty klawiszowe              |
| NO! NO! NO! – NO! NO! NO!                                              | 2010 | mastering                                                                                |
| Natu – Gram duszy                                                      | 2010 | mastering                                                                                |
| Levity – Chopin Shuffle                                                | 2010 | produkcja                                                                                |
| Pogodno – Wasza Wspaniałość                                            | 2010 | produkcja, realizacja nagrań, miksowanie, mastering                                      |
| Magnus – Acceptance of Death                                           | 2010 | miksowanie, mastering                                                                    |
| Monika Brodka – Granda                                                 | 2010 | realizacja nagrań                                                                        |
| The Lollipops – Hold!                                                  | 2011 | produkcja                                                                                |
| Luxtorpeda – Luxtorpeda                                                | 2011 | mastering                                                                                |
| Nosowska – 8                                                           | 2011 | koprodukcja, miksowanie, mastering, instrumenty perkusyjne                               |
| The Best Is Yet To Come – Snowman                                      | 2011 | produkcja, realizacja nagrań, miksowanie, mastering                                      |
| Levity – Afternoon Delight                                             | 2011 | produkcja, realizacja nagrań, miksowanie, mastering                                      |
| Nieważne jak wysoko jesteśmy… – Myslovitz                              | 2011 | produkcja, realizacja nagrań, miksowanie, mastering                                      |
| Armia – Podróż na Wschód                                               | 2012 | produkcja, miksowanie                                                                    |
| Paweł Kukiz – Siła i honor                                             | 2012 | inżynieria dźwięku, miksowanie, mastering                                                |
| Buty 2 – Maryla Rodowicz                                               | 2012 | produkcja, realizacja nagrań, miksowanie, mastering                                      |
| The Saintbox – The Saintbox                                            | 2012 | produkcja, miksowanie                                                                    |
| Hey – Do rycerzy, do szlachty, doo mieszczan                           | 2012 | produkcja, realizacja nagrań, miksowanie, mastering                                      |
| Podróż na Wschód (album)                                               | 2012 | miks i mastering                                                                         |
| Myslovitz – 1.577                                                      | 2013 | produkcja muzyczna, miks, mastering                                                      |
| Hurt – Hurt (polski zespół muzyczny)                                   | 2013 | gitara basowa, miksowanie                                                                |
| Gaba Kulka – WERSJE                                                    | 2013 | miks, mastering                                                                          |
| Zelig (album)                                                          | 2013 | produkcja muzyczna, miks, mastering                                                      |
| Miłość (album Jamala) – JJamal                                         | 2013 | miks, mastering                                                                          |
| Limboski – Verba Volant                                                | 2014 | produkcja muzyczna, miks, mastering                                                      |
| The Escapist (album)                                                   | 2014 | produkcja muzyczna, miks, mastering                                                      |
| Jakby nie było jutra – Happysad                                        | 2014 | produkcja muzyczna, miks, mastering                                                      |
| Mrozu – Rollercoaster (album)                                          | 2014 | produkcja muzyczna, miks, mastering                                                      |
| Plaża Babel – Organizm (zespół muzyczny)                               | 2015 | produkcja muzyczna, miks, mastering                                                      |
| Toń (album)                                                            | 2015 | produkcja muzyczna, miks, mastering                                                      |
| Revolving Door (album Piotra Zioły)                                    | 2016 | produkcja                                                                                |
| Hey – Błysk                                                            | 2016 | realizacja nagrań, miks, mastering                                                       |
| Strangers, Lovers – Terrific Sunday                                    | 2016 | produkcja muzyczna, miks, mastering                                                      |
| Kruche – Gaba Kulka                                                    | 2016 | produkcja muzyczna, miks, mastering                                                      |
| Kruche                                                                 | 2016 | produkcja muzyczna, miks, mastering                                                      |
| Happysad – Ciało obce                                                  | 2017 | produkcja muzyczna, miks, mastering                                                      |
| Pogodno – Sokiści chcą miłości                                         | 2017 | produkcja muzyczna, miks, mastering                                                      |
| Mrozu – ZEW                                                            | 2017 | produkcja muzyczna, masterowanie, miksowanie                                             |
| CDN (album Hey)                                                        | 2017 | produkcja muzyczna, miks, mastering (CD 2)                                               |
| Zmartwychwstaniemy Dr Misio                                            | 2017 | mastering                                                                                |
| Jamal – 1994                                                           | 2017 | produkcja muzyczna, miks, mastering (Jamal)                                              |
| Budyń – Budyń Julka Tuwima                                             | 2017 | miks, mastering                                                                          |
| Biff – Legendy                                                         | 2018 | produkcja muzyczna, miks, mastering                                                      |
| Limboski – Poliamoria                                                  | 2018 | produkcja muzyczna, miks, mastering                                                      |
| Rebizandt – Non Average White Album                                    | 2019 | gitara elektryczna, syntezatory, samplery, produkcja, realizacja nagrań, miks, mastering |
| Michał Kowalonek – O Miłości W Czasach Powstania                       | 2019 | produkcja muzyczna, miks, mastering                                                      |
| Samuel Baron – Mod Music Red Label                                     | 2019 | gitara elektryczna, syntezatory, samplery, produkcja, realizacja nagrań, miks, mastering |
| Happysad – Rekordowo Letnie Lato                                       | 2019 | realizacja nagrań, współprodukcja                                                        |
| Babu Król & Smutne Piosenki – Nowa Fala Polskiego Dansingu Vol. I I II | 2019 | miks, mastering                                                                          |
| Neony – Teraz                                                          | 2019 | miks, mastering                                                                          |
| Katarzyna Cerekwicka – Pod skórą                                       | 2020 | produkcja, miks, mastering                                                               |
| Piotr Damasiewicz, Into The Roots_ – Śpiwle                            | 2020 | produkcja muzyczna, miks, mastering                                                      |
| Czesław Mozil – #IDEOLOGIAMOZILA                                       | 2021 | miks, mastering, produkcja wokali                                                        |

## Wyróżnienia
| Rok  | Kategoria               | Tytułem | Nagroda                      | Uwagi     | Źródło |
| ---- | ----------------------- | --- | ---------------------------- | --------- | ------ |
| 2008 | Produkcja Muzyczna Roku | Nosowska – Era Retuszera Marcin Bors (realizacja) oraz Marcin Macuk (produkcja muzyczna)                         | Fryderyk                     | Nominacja | [ 34 ] |
| 2008 | Produkcja Muzyczna Roku | Nosowska – UniSexBlues Marcin Bors (realizacja) oraz Marcin Macuk (produkcja muzyczna)                           | Fryderyk                     | Nominacja | [ 34 ] |
| 2010 | Produkcja Muzyczna Roku | Biff – Ano (produkcja muzyczna i realizacja)                                                                     | Fryderyk                     | Nominacja | [ 35 ] |
| 2010 | Produkcja Muzyczna Roku | Hey – Kto tam? Kto jest w środku? (produkcja muzyczna i realizacja) oraz Paweł Krawczyk (produkcja muzyczna)     | Fryderyk                     | Nominacja | [ 35 ] |
| 2010 | Produkcja Muzyczna Roku | Hey – Miłość! Uwaga! Ratunku! Pomocy! (produkcja muzyczna i realizacja) oraz Paweł Krawczyk (produkcja muzyczna) | Fryderyk                     | Laur      | [ 35 ] |
| 2010 | Realizacja akustyczna   | Dublin. One Way Krzysztofa Czeczota w reżyserii autora                                                           | Nagroda festiwalu Dwa Teatry | Laur      | [ 36 ] |
| 2012 | Produkcja Muzyczna Roku | Nosowska – 8 (produkcja muzyczna) Marcin Bors i Marcin Macuk (realizacja) Marcin Bors                            | Fryderyk                     | Nominacja | [ 37 ] |
| 2013 | Produkcja Muzyczna Roku | Hey – Do Rycerzy, do Szlachty, do Mieszczan (produkcja muzyczna) Marcin Bors i Paweł Krawczyk                    | Fryderyk                     | Nominacja | [ 38 ] |